# Puna sèche des Andes centrales
Pour les articles homonymes, voir Puna (homonymie).
Localisation
La puna sèche des Andes centrales est une écorégion terrestre définie par le Fonds mondial pour la nature (WWF), qui appartient au biome des prairies et brousses d'altitude de l'écozone néotropicale.
Elle est constituée des prairies arides de haute montagne de la partie méridionale de la cordillère andine qui s'étendent à travers l'Ouest de la Bolivie et le Nord du Chili et de l'Argentine. La végétation y est typiquement constituée d'herbes tropicales alpines et d'arbustes nains, et se rencontre entre la limite des arbres et celle des neiges éternelles.
La puna sèche se distingue des autres types de puna par son aridité : elle reçoit moins de 400 mm de précipitations par an et connait une longue saison sèche de plus de huit mois. La faune et la flore y sont exceptionnelles de par leur adaptation aux conditions extrêmes de température et d'altitude et comprennent notamment des représentants du genre Polylepis, les plantes ligneuses vivant le plus haut au monde, ainsi que plusieurs camélidés andins. Ces caractéristiques l'ont fait choisir pour figurer parmi la liste « Global 200 » du WWF qui recense les écorégions les plus représentatives de la biodiversité planétaire.